# Argopus
Argopus is een geslacht van kevers uit de familie bladkevers (Chrysomelidae).
De wetenschappelijke naam van het geslacht werd in 1824 gepubliceerd door Fischer.

## Soorten
- Argopus ahrensii Germar, 1817
- Argopus bicolor Fischer von Waldheim, 1824
- Argopus bidentatus Wang, 1992
- Argopus brevis Allard, 1859
- Argopus clemaditis Rapilly, 1978
- Argopus miyakei Kimoto, 1991
- Argopus nigritarsis Gebler, 1823